# 陸連島

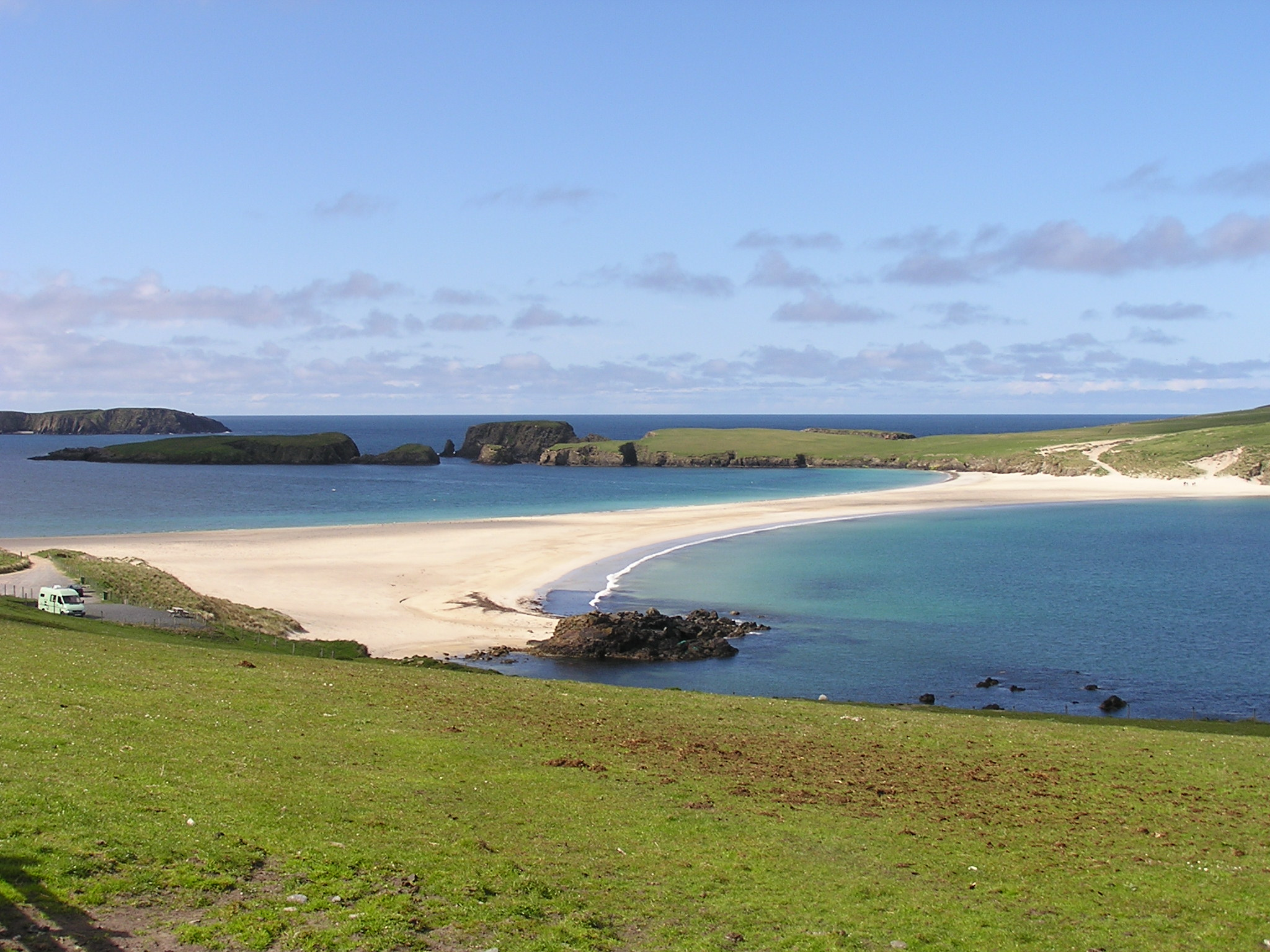
圣尼尼安岛即是一种典型的陆连岛

陆连岛（英語：tied island）是指島嶼面向海岸地方，海浪沖擊力較弱，泥沙較易堆積，形成沙洲，當堆積的泥沙將島嶼和海岸陸地相互連接時，就稱為這個和陸地相連的島嶼為陸連島，連接這兩者的沙洲則稱為連島沙洲。在沿海或者湖泊近岸地带均可形成，比如中国山东烟台的芝罘岛。

## 外部連結
- 東北角地質專區 南方澳
- 國家教育研究院 陸連島名詞解釋 （页面存档备份，存于）
- Glossary of geology and related sciences.  Jesse V. Howell, American Geological Institute.  1962.
- Some Coastal Landform Definitions.  Matthew Flinders, Villanova College, Queensland.